# Druckerei Reiff

Logo von reiff medien

Die Druckerei Reiff, heute auch reiff medien genannt, führt sich auf das 1812 von Andreas Patsch gegründete „Offenburger Intelligenz- und Wochenblatt“ zurück.
1867 gelangte die Druckerei in den Besitz der Familie Reiff, die das Unternehmen bis heute leitet. Nach dem Zweiten Weltkrieg wurde Reiff zum führenden Zeitungsverlag des mittelbadischen Raumes.